# 孔子袪
孔子袪（496年—546年），會稽山陰人，南北朝南梁官員與儒者。
孔子袪少年清貧好學，耕種砍柴也會隨身帶備書本，有空就閱讀。他勤苦自勵，於是明白經學，尤其明瞭古文、《尚書》。最初擔任長沙嗣王蕭淵業的侍郎，兼國子助教，講授《尚書》四十遍，聽講者經常達數百人。中書舍人賀琛奉詔編寫《梁官》，啟用他為中書省學士協助撰錄，書成後獲任命兼任司文侍郎，但他不就任。之後他兼任主客郎、舍人，仍然為學士，累遷湘東王國侍郎、常侍、員外散騎侍郎，又擔任雲麾將軍廬江公的記室參軍，轉兼中書通事舍人，很快再轉為步兵校尉，仍然任職舍人。梁武帝撰寫《五經講疏》及《孔子正言》，專門命令孔子袪閱覽羣書考證。事成完畢後，下詔他與右衛朱异、左丞賀琛在士林館每天取得經書，累遷通直正員郎，繼續擔任舍人。中大同元年（546年）他在任內去世，虛歲五十一，著有《尚書義》二十卷，《集注尚書》三十卷，續朱异《集注周易》一百卷，續何承天《集禮論》一百五十卷。

## 引用
1. 1 2  《梁書·卷四十八·列傳第四十二》：孔子袪，會稽山陰人。少孤貧好學，耕耘樵采，常懷書自隨，投閑則誦讀。勤苦自勵，遂通經術，尤明《古文尚書》。初爲長沙嗣王侍郎，兼國子助教，講《尚書》四十遍，聽者常數百人。
2. 1 2  《南史·卷七十一·列傳第六十一》：孔子袪，會稽山陰人也。少孤貧好學，耕耘樵采，常懷書自隨，役閑則誦讀，勤苦自勵，遂通經術。尤明古文尚書，為兼國子助教，講尚書四十遍，聽者常數百人。
3. ↑  《梁書·卷四十八·列傳第四十二》：中書舍人賀琛受敕撰《梁官》，啓子袪爲西省學士，助撰錄。書成，兼司文侍郎，不就。久之兼主客郎、舍人，學士如故。累遷湘東王國侍郎、常侍、員外散騎侍郎，又云麾廬江公記室參軍，轉兼中書通事舍人。尋遷步兵校尉，舍人如故。
4. ↑  《南史·卷七十一·列傳第六十一》：為西省學士，助賀琛撰錄，書成，兼司文侍郎，不就。累遷兼中書通事舍人，加步兵校尉。
5. ↑  《梁書·卷四十八·列傳第四十二》：高祖撰《五經講疏》及《孔子正言》，專使子袪檢閱羣書，以爲義證。事竟，敕子袪與右衛朱异、左丞賀琛於士林館遞日執經。累遷通直正員郎，舍人如故。中大同元年，卒官，時年五十一。子袪凡著《尚書義》二十卷，《集注尚書》三十卷，續朱异《集注周易》一百卷，續何承天《集禮論》一百五十卷。
6. ↑  《南史·卷七十一·列傳第六十一》：梁武帝撰五經講疏及孔子正言，專使子袪檢閱群書以為義證。事竟，敕子袪與右衛朱异、左丞賀琛于士林館遞日執經。後加通直正員郎，卒官。子袪凡著尚書義二十卷，集注尚書三十卷，續朱异集注周易一百卷，續何承天集禮論一百五十卷。

## 延伸阅读
[在维基数据编辑]
 《梁書·卷48》，出自姚思廉《梁書》